# Kerauja
Kerauja (Nepali केराउजा) ist ein Village Development Committee (VDC) in Nepal im Distrikt Gorkha.
Das VDC Kerauja liegt am östlichen Ufer des Budhigandaki. Talaufwärts liegt das VDC Sirdibas. 

## Einwohner
Bei der Volkszählung 2011 hatte das VDC Kerauja 3248 Einwohner (davon 1459 männlich) in 773 Haushalten.

## Dörfer und Weiler
Kerauja besteht aus mehreren Dörfern und Weilern. 
Die wichtigsten sind:
- Dobhan (1040 m ⊙)
- Hulchuk (1500 m ⊙)
- Keraunja (1930 m ⊙)
- Runchet (1760 m ⊙)